# Amytornis textilis
Fadinha-ocidental ou fadinha-riscada (Amytornis textilis) é uma espécie de ave da família Maluridae.
É endémica da Austrália.
Os seus habitats naturais são: matagais mediterrânicos.